# Lejonansikte, Hemming Ödgislessons ätt
Lejonansikte, Hemming Ödgislasons ätt är en nutida benämning på en medeltida ätt som förde ett lejonansikte i vapnet. Samma vapenbild fördes också av Bengt Nilssons ätt. Någon släktskap mellan de två ätterna har inte gått att påvisa. Ätten utdog innan Sveriges Riddarhus grundades 1625, varför den aldrig introducerades där som adelsätt.

## Personer ur ätten
Hemming Ödgislesson nämns tidigast 1303 och var då riddare. 1321 var han riksråd och 1323 svenskt sändebud vid Nöteborgsfreden. Han levde ännu 1328. Han hade en dotter och fyra söner:
1. Gunhild Hemmingsdotter nämns från sitt första gifte 21 januari 1323 då hon fick morgongåva av Kettil Kettilbjörnsson (Gren). Hon var i ett senare gift med marsken Anund Finvidsson (Stallare), och tredje gången gift med Jöns Algotsson (Hjorthorn, Algot Jonssons ätt).[1]
2. Jon Hemmingsson nämns 1333-1349. Han var väpnare 1335 och blev riddare mellan 1340 och 1343.
3. Nils Hemmingsson nämns första gången 1340. 3 juli 1343 ger han som morgongåva två gårdar till hustrun Ingeborg Ulfsdotter (Ulv).
4. Bengt Hemmingsson nämns första gången 1340. Arvskiftet efter honom hölls 1343.
5. Arvid Hemmingsson var kanik i Uppsala 1344 och nämns sista gången 1349.
6. Jon Hemmingsson var far till riddaren Anund Jonsson (Lejonansikte).